# Július Pápai
Július Pápai (* 8. dubna 1947) byl slovenský a československý politik a bezpartijní poslanec Sněmovny národů Federálního shromáždění za normalizace.

## Biografie
K roku 1976 se profesně uvádí jako vedoucí ekonomického oddělení.
Ve volbách roku 1976 zasedl do slovenské části Sněmovny národů (volební obvod č. 116 – Poltár, Středoslovenský kraj). Ve Federálním shromáždění setrval do konce funkčního období, tedy do voleb roku 1981.